# Cais das Lajes do Pico

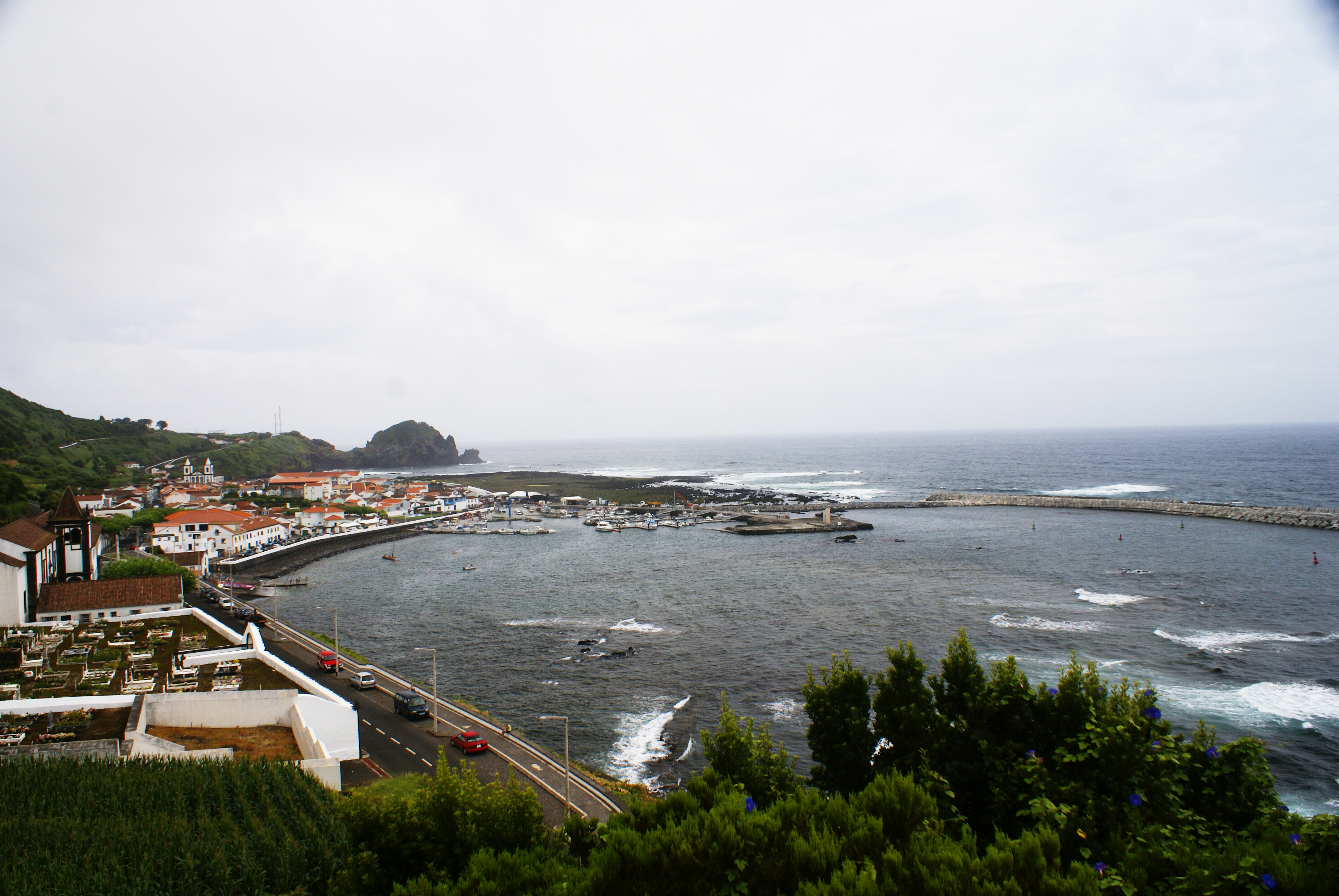
Cais das Lajes do Pico.

O Cais das Lajes do Pico ou Porto das Lajes do Pico é uma instalação portuária portuguesa, localizada no Município da Vila das Lajes do Pico, ilha do Pico, arquipélago dos Açores.
Esta instalação portuária, uma das principais da ilha do Pico é utilizada para fins piscatórios e de recreio e para cabotagem entre ilhas e destas com o continente Português.